# Phoenix (Nowy Jork)
Phoenix – wieś w Stanach Zjednoczonych, w stanie Nowy Jork, w hrabstwie Oswego.